# Quique Estebaranz
 (octobre 2014).
Si vous disposez d'ouvrages ou d'articles de référence ou si vous connaissez des sites web de qualité traitant du thème abordé ici, merci de compléter l'article en donnant les références utiles à sa vérifiabilité et en les liant à la section « Notes et références ».
Juan Enrique Estebaranz López, plus connu comme Quique Estebaranz, né le 6 octobre 1965 à Madrid (Espagne), est un footballeur international espagnol qui jouait au poste d'attaquant.
Il dirige actuellement[Depuis quand ?] le centre de formation de l'Atlético de Madrid.

## Biographie

### En club
Estebaranz rejoint le FC Barcelone en 1993. Il joue la finale de Coupe d'Europe perdue face au Milan AC en 1994.

### En équipe nationale
Estebaranz joue trois matchs avec l'équipe d'Espagne en 1993.

## Palmarès
Avec le FC Barcelone :
- Champion d'Espagne en 1994
- Finaliste de la Ligue des champions en 1994

### Distinction personnelle
- Meilleur buteur de deuxième division en 1989